# Gerhard Heine

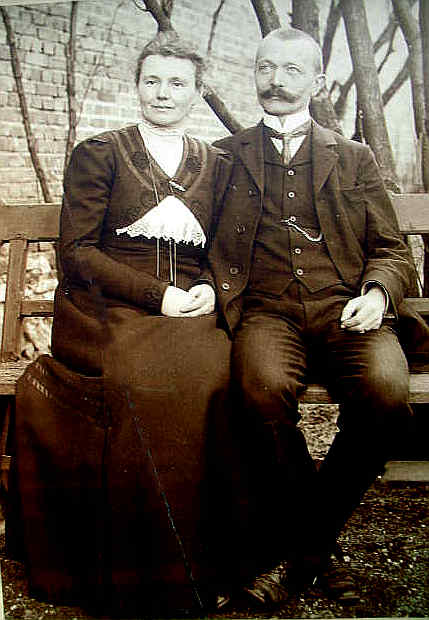
Gerhard und Margarethe Heine geb. Hoffmann

Gerhard Heine (* 13. Januar 1867 in Köthen (Anhalt); † 19. Dezember 1949 in Dessau) war ein deutscher Schriftsteller, Schulleiter und Literaturhistoriker.

## Leben
Gerhard Heine wurde als eines von 6 Kindern des Theologen Gerhard Heine und Elisabeth Heine, geb. Schubring geboren. Der Sohn Gerhard wuchs in einem politisch konservativen, geistig und musisch geprägten, evangelischen Elternhaus in Köthen auf. Er besuchte dort das Ludwigsgymnasium. 
Ab 1886 folgten Studentenjahre in Greifswald, Berlin, Göttingen und Halle in den Fakultäten Theologie und Philologie. In Göttingen schloss er sich in einem Richtungsstreit zwischen sog. orthodoxen evangelischen Glaubensanhängern und modernen, liberalen Ritschlianern den letzteren an. Ritschlianer folgten als Schüler den Glaubensrichtlinien von Albrecht Ritschl (1822–1889), die eine Abkehr von der wortwörtlichen Überlieferung des Christentums bedeuteten. Stattdessen wurde eine wissenschaftliche Methodik eingeführt. Dies führte zu einem Konflikt Heines mit einem Predigttext bei einem Examen, bei dem man ihm die Zulassung verweigerte. Wollte er zunächst noch ein theologisches Examen ablegen, promovierte er erst später mit der philologischen Arbeit Das Verhältnis der Ästhetik zur Ethik bei Schiller 1894 zum Dr. phil. Am Anfang des 20. Jahrhunderts wirkte er als Oberstudiendirektor am Herzoglichen Karls-Gymnasium in Bernburg. 
1897 heiratet er die Pfarrerstochter Margarethe Hoffmann (1871–1948). Es wurden von ihr 4 Söhne geboren: Hansgerd (1898), Bruno (1899), Walter (1902) und Ulrich (1906).
1911 verließ er das Gymnasium in Bernburg und übernahm die Leitung des Nordsee-Pädagogiums in Wyk auf Föhr. Weil der Erste Weltkrieg ein Jahr später die Schließung des Pädagogiums zur Folge hatte, bewarb er sich 1915 auf eine Stelle als Lehrer am Dessauer Oberlyzeum. Von da an blieb Dessau Wohnort und Lebensmittelpunkt der Familie Heine. 
1914–1918, während seine beiden älteren Söhne zum Heer eingezogen wurden, konnte Gerhard Heine dem Krieg annähernd 50-jährig entgehen. 
1918 entschließt er sich, der Partei DP (national-liberal) beizutreten, um sich in den Wirren der Revolution der Nachkriegszeit gesellschaftlich und politisch stärker zu engagieren. Sein Engagement wird belohnt durch eine langjährige Freundschaft mit Hugo Junkers (1859–1935), dem Pionier deutscher Luftfahrt aus Dessau. Die Verbindung kommt 1920 zustande durch Vermittlung des Dessauer Bürgermeisters Fritz Hesse (1881–1973) und Gerhard Heine bedankt sich durch seinen Einsatz mithilfe seiner Beziehungen zur Politik für den Neubau des Flughafens für die Junkers-Werke bei Dessau. Die enge Freundschaft mit Hugo Junkers hält bis zu dessen Tode an.
1922 übernimmt Gerhard Heine als Direktor die Leitung des Dessauer Friedrichsgymnasiums. Hier setzte er auf eine freizügigere Unterrichtsgestaltung anstelle der damals üblichen Schulzucht. Er gründet ein Schullandheim in der Naturkunde überwiegend außerhalb von Unterrichtsräumen in den Vordergrund gestellt wurde. 
1932 erreicht er das Rentenalter, als die Nationalsozialisten ihren Einfluss auf das öffentliche Leben auf breiter Ebene ausüben. Er wird um ein Jahr Verlängerung seines Amtes gebeten und muss dabei erleben, wie sein Lebenswerk öffentlich von Parteiangehörigen für unpatriotisch erklärt wird. Er wird auf offener Straße mehrfach angegriffen und bedroht. Immerhin lassen sich bei der Verabschiedung am 1. April 1933 das vollständige Lehrerkollegium, die Elternschaft und Schüler nicht davon abhalten, ihm zur Ehren bei einer Abschiedsfeier eine Sammlung über mehrere tausend Reichsmark auszuhändigen. Sie wird  von ihm für das Landschulheim gestiftet. Doch in den folgenden Jahren, in denen er nach seiner Pensionierung seinem Gymnasium verbunden bleiben wollte, distanzieren sich seine Nachfolger von ihm. Zum 150-jährigen Bestehen des Gymnasiums wird ihm offen vorgeworfen, sein  Streben habe über viele Jahre darin bestanden, das Gymnasium mit demokratischen Geist zu erfüllen, seinen Klassen zu viel Selbständigkeit zugestanden zu haben und sogar aus Klassen und Gremien eine Art Parlament geschaffen zu haben – Vorwürfe, die 1935 schwerwiegend waren. Als während des Krieges akuter Lehrermangel eingetreten war, wird er jedoch bis 1943 an sein Gymnasium erneut berufen, um das Fach Deutsch zu unterrichten. 
Die Zeit in seinem Ruhestand war die Zeit neuer Veröffentlichungen einiger früheren Werke von ihm. Doch viele neue Werke kamen hinzu. Seine Bildungsreisen nahm er überwiegend innerhalb Deutschlands wahr. Seine Romane verkaufen sich gut, weil sie häufig die Helden auf deutscher Seite im Kampf gegen Napoleon thematisieren.

## Werke
Literarische Werke
- 1913: Könige: Zwei dramat. Dichtungen
- 1922: Die Befreiung: Ein Spiel
- 1922: Ulricus uff dem Ziebigk od. Das Sommerfest: Ein Spiel
- 1923: König Fredo: Eine dramat. Ballade
- 1924: Der Kronprinz in Küstrin: Ein Spiel von heute
- 1924: Osfried: Dramat. Ballade
- 1925: Der König aus dem Morgenlande: Ein Weihnachtssp.
- 1926: Glum: Ein heldisches Spiel
- 1935: Prinzeß Sidonie erwacht: Erz. aus e. kleinen Residenz
- 1938: Gneisenau: Ein großes Leben
- 1939: Ernst Moritz Arndt: Der Weg e. dt. Mannes
- 1940: Der Mann, der nach Syrakus spazieren ging. Das abenteuerliche Leben des Johann Gottfried Seume, Paul Neff Verlag Berlin, gedruckt bei Oswald Schmidt GmbH in Leipzig, Umschlag und Illustrationen von Hans Hermann Hagedorn, 268 S.
  - 1961: lizenzierte Neuausgabe im Verlag Gustav Kiepenheuer Weimar, Einband und Umschlag von Artur Liebig, Weimar; Verlagsarchiv Nr. 1213, Gesamtherstellung Philipp Reclam jun., Leipzig.
- 1941: Erlebnisse der Freifrau Fritze von Riedesel

Pädagogische Werke
- 1916: Die Mobilmachung der Schule: Pädagogische Gedanken
- 1925: Die Bedeutung der Dichtkunst in der Erziehung

Wissenschaftliche Werke
- 1894: Das Verhältnis der Ästhetik zur Ethik bei Schiller
- 1905: Aus der silbernen Zeit unserer Literatur: Mörike, Ludwig, Hebbel und C. F. Meyer